# Царство (фильм, 2019)
Царство (яп. キングダム Kingudamu) – японский приключенческий фильм 2019 года, снятый Синсукэ Сато и снятый компанией Sony Pictures Japan. Это адаптация одноимённой серии манги, созданной Ясухиса Хара и изданной компанией Shueisha. Сценарий был написан Цутому Куроива, Синсукэ Сато и Ясухиса Хара. Кэнто Ямадзаки, который снялся в трёхминутном короткометражном фильме с одноимённым названием, выпущенном в 2016 году, вновь исполняет роль главного героя фильма с актёрами второго плана, в которых участвуют Рё Ёсидзава, Канна Хасимото, Масами Нагасава, Каната Хонго и Такао Осава. В фильме рассказывается о жизни Ли Синя, генерала царства Цинь, с детства, когда он был сиротой, во время его военной карьеры в Период Сражающихся царств древнего Китая.
В мировом прокате фильм вышел 19 апреля 2019 года. В России премьера состоялась 5-го сентября 2019 года.

## Сюжет
Осиротевший в результате войны, Синь продается как раб в маленькой деревне, где он подружился с Пяо, еще одним рабом. Повзрослев, Синь и Пяо тренируются вместе, мечтая сбежать от своих низких статусов и в конечном итоге стать великими генералами. Однажды Чан Вэнь Цзюнь посещает их деревню в поисках солдат, чтобы помочь королю Ин Чжэну, но он примет только Пяо. Несколько дней спустя в доме Синя появляется смертельно раненый Пяо, предупреждающий его, что брат Ин Чжэна, Чэн Цзяо, начал борьбу за власть и побуждает его идти к месту встречи, отмеченному на карте, которую он дает ему.  Синь вынужден бежать, поскольку его деревня подожжена, а жители деревни убиты армией Чэн Цзяо.
В месте встречи Синь находит Ин Чжэна, но на него нападает ассасин. Синь понимает, что Пяо был принят в армию, чтобы служить двойником Ин Чжэна из-за сходства с ним. После того, как убийца убит, двое бегут по горной тропе с помощью Хеляо Дяо, ребенка из Горного племени, который сопровождал бандитов, которые ранее напали на Синь. Когда трое достигают бамбукового леса, на них нападает другой убийца. Несмотря на то, что Син Чжэн обвиняет в смерти Пяо, Син побеждает убийцу, но его отравил один из его дротиков. Эти трое укрываются на древнем летнем курорте, чтобы помочь Синю выздороветь, в то время как Синь узнает, что Пяо добровольно пожертвовал собой, чтобы служить Ин Чжэну и о жестоком соперничестве Ин Чжэна с Чэн Цзяо.
Оставшаяся армия Ин Чжэна наконец прибыла на летний курорт, включая Чан Вэнь Цзюня, который, как ранее предполагалось, был убит Ван Ци. Армия численно превосходит армию Чен Цзяо, состоящую из 80 000 солдат, а Ин Чжэн признает, что Лю Бувэй, единственный человек, который может превзойти его, также следует за троном. Армия Ин Чжэна обращается за помощью к Горному племени, бывшему союзнику королевской семьи Цинь, который был предан много веков назад. По дороге они захвачены Горным Племенем и выведены вождю Ян Дуань Хэ. Ян Дуань Он приказывает обезглавить Синь, чтобы проверить верность Ин Чжэна, но преданность Синя целям и манерам Ин Чжэня впечатляет её, после чего она объявляет, что Горное Племя снова будет связано с королями Цинь.
Армия Ин Чжэна прибывает в королевский дворец, замаскированный под горное племя, под предлогом помощи Чэн Цзяо в борьбе с Лю Бувеем. Цзе Ши, советник Чэн Цзяо, пропускает внутрь только 50 человек, и 10 из них встречаются с Чен Цзяо. Внутри Ин Чжэн начинает атаку, в то время как Синь, Дяо и Би используют подземный проход, чтобы добраться до комнаты трона и убить Чэн Цзяо. Группу Синь перехватил Цуо Ци, бывший генерал Ин Чжэна, который отправляет Ланг Кая Палача за ними. Синь убивает Ланг Кая с помощью Горного Племени, и когда они достигают комнаты Чэн Цзяо, Цзе Ци побеждает группу Синя. Память Синь о Пяо и вера в его собственные мечты заставляют его продолжать, и он убивает Цзе Ци. Совет Чэн Цзяо бежит, но Диао выколоть глаз Цзе Ши дротиком и нанес ему удар ножом, прежде чем он умрет.  В то время как Диао безопасен благодаря ношению доспехов, Чен Цзяо использует их отвлечение, чтобы сбежать.
Во дворе Чэн Цзяо противостоит Ин Чжэну, но быстро побежден. Ин Чжэн избавляет его, но он избивает его, чтобы наказать его за страдания, которые он причинил. Посреди этого Ван Ци и его армия появляются во дворе, где он спрашивает Ин Чжэна, что он будет делать как король, при условии, что он обезглавит его, если он не даст удовлетворительного ответа. Ин Чжэн клянется, что он планирует объединить Китай в период враждующих государств, даже используя силу как средство для обеспечения мира в будущем. Удовлетворенный его ответом, Ван Ци вступает в союз с Ин Чжэн и приказывает оставшейся армии Чен Цзяо отступить. После победы в битве Синь наслаждается тем, как сбываются мечты и его, и Пяо.

## В ролях
| Актёр              | Роль                                              |
| ------------------ | ------------------------------------------------- |
| Кэнто Ямадзаки     | Ли Синь (яп. 李信 Ри Син)                         |
| Рё Ёсидзава        | Ин Чжэн (яп. 贏政 Эйсэй)/Пяо (яп. 漂 Хё)          |
| Канна Хасимото     | Хэ Ляодяо (яп. 河了貂 Карё Тэн)                   |
| Масами Нагасава    | Янь Дуан Хэ (яп. 楊端和 Ёу ха ва)                 |
| Каната Хонго       | Чэнцзяо (яп. 成蟜 Сэйкё)                          |
| Синносукэ Мицусима | Би (яп. 壁 Хэки)                                  |
| Масахиро Такасима  | Чан Вэн (яп. 昌文君 Масафуми кими)                |
| Такао Осава        | Ван Ци (яп. 王騎 О-Ки)                            |
| Дзюн Канамэ        | Тэнг (яп. 騰 Тоу)                                 |
| Синносукэ Абэ      | Ба Джио (яп. バジオウ)                            |
| Ватару Итиносэ     | Та Джифу (яп. バジオウ Ба Дзио У)                 |
| Масая Като         | Цзе Ши (яп. 肆氏 Си Удзи)                         |
| Рэндзи Исибаси     | Си Ши (яп. 竭氏 Кэцу Удзи)                        |
| Так Сакагути       | Цзо Ци (яп. 左慈 Са Дзи)                          |
| Такаси Укадзи      | Вэй Син (яп. 東宝 Тоу Хоу)                        |
| Ами 201            | Ланкай (яп. ランカイ Ранкаи)                      |
| Юхэй Отида         | Дун (яп. 敦 Ацу)                                  |
| Дзюн Хасимото      | Мута (яп. 木靸 ムタ)                              |
| Наомаса Мусака     | деревенский староста (яп. Ли Диань 里典, Ри Нори) |
| Мотоки Фуками      | Чжу Синь (яп. 朱凶 Акэми Кёу)                     |

## Производство
Производство состоялось в Японии, а съёмки происходили в Китае и Японии в апреле 2018 года.
18 апреля 2018 года Хара Ясухиса написала в Твиттере кино-иллюстрацию на обложке, пропагандирующую выход манги на большой экран. Sony Pictures выпустила трейлер 16 января 2019 года. Фильм был выпущен по всей стране 19 апреля 2019 года.
Трейлер с субтитрами на английском языке был показан на SXSW 2019 в марте, где ведущий актёр Кенто Ямадзаки нанёс визит вежливости вице-президенту Sony Pictures International. Позднее Funimation объявила, что они проводят показы фильма во втором квартале 2019 года.

## Релиз

### Сборы
Фильм заработал 729 миллионов иен (6,17 миллионов долларов США) в первые три дня выходных, продав более 500 000 билетов. По состоянию на 16 июня 2019 года фильм заработал 5,47 миллиарда йен (50,4 миллиона долларов).

### Критика
На Rotten Tomatoes фильм имеет рейтинг одобрения 93%, основанный на обзорах от 14 критиков.

## Сиквел
28 мая 2020 года было объявлено о выпуске продолжения фильма. Синсукэ Сато возвращается в качестве режиссёра; Кэнто Ямадзаки, Рё Ёсидзава и Канна Хасимото возвращаются в актерский состав. Вторая часть под названием Царство 2: В далёкие края (яп. キングダム II: 遥かなるるるるる), он был выпущен в Японии 15 июля 2022 года и принес 5,16 миллиарда йен кассовых сборов в Японии.
Было подтверждено, что третий сиквел будет готов к разработке, режиссер Синсукэ Сато и большая часть актерского состава вернутся. Третья часть названием Царство III: Пламя судьбы (яп. ンングダー3 運命の炎), вышел 28 июля 2023 года.